# Andrzej Kulig (patomorfolog)
Andrzej Wincenty Kulig (ur. 11 grudnia 1932 w Krakowie) – polski patomorfolog, profesor dr hab. nauk medycznych, kierownik Zakładu Patomorfologii Klinicznej Instytutu Centrum Zdrowia Matki Polki w Łodzi.

## Życiorys
Syn lekarzy: dr n. med. Zygmunt Kulig (doktorat na temat leczenia gruźlicy odmą) był internistą, dyrektorem szpitala im. Edmunda Biernackiego w Krakowie, a dr n. med. Janina (z domu Wolny) Kulig (doktorat na temat rozwoju umysłowego dziecka) była pionierką logopatologii w Polsce i autorką pierwszego polskiego podręcznika z tej dziedziny.
Studiował w latach 1950–1955 na Wydziale Lekarskim Akademii Medycznej w Krakowie, tam później pracował jako asystent i starszy asystent w latach 1955–1964 i obronił w 1960 swój doktorat na temat patomorfologii gruźlicy (promotorem była prof. Janina Kowalczykowa).
W 1963 otrzymał powołanie do zawodowej służby wojskowej, pracował w latach 1963–1964 jako lekarz 6. Pomorskiej Dywizji Powietrznodesantowej w Krakowie, a następnie w latach 1965–1970 jako kierownik Zakładu Anatomii Patologicznej 5 Wojskowego Szpitala Rejonowego w Krakowie. W latach 1968–1969 przebywał na stypendium Fundacji im. hr. Jakuba Potockiego w Paryżu. Po powrocie do kraju habilitował się (w 1969) w AM w Krakowie na temat ziarniniakowego zapalenia jąder. Od roku 1970 kierownik Katedry Patomorfologii WAM w Łodzi; w latach 1972–1976 był prodziekanem Wydziału Lekarskiego WAM, następnie od 1977 do 1980 jego dziekanem, a od 1980 do 1984 prorektorem ds. nauki i szkolenia WAM. W 1997 przeszedł w stan spoczynku w stopniu pułkownika.
Był prezesem Polskiego Towarzystwa Patologów (1983–1991) i Naczelnym Specjalistą Wojska Polskiego w dziedzinie patomorfologii (1986–1996). W latach 1976–2004 organizator, dyrektor, a od 2000 r. konsultant Centrum Egzaminów Medycznych, od 1995 r. jest szefem zespołu przygotowującego testy egzaminów wstępnych do akademii medycznych; w 1997 został kierownikiem Zakładu Patomorfologii Klinicznej Instytutu Centrum Zdrowia Matki Polki.
Członek Komisji Edukacji w Polskiej Unii Onkologii.

## Życie prywatne
Ma trzech synów: Andrzej, doktor habilitowany nauk prawnych, pracuje w Katedrze Prawa Ustrojowego Porównawczego UJ w Krakowie, w latach 2005–2014 był dyrektorem Uniwersyteckiego Szpitala Klinicznego CMUJ w Krakowie, od października 2015 zastępca Prezydenta Miasta Krakowa; Maciej jest lekarzem wojskowym (w stopniu majora), specjalistą chorób wewnętrznych, pracuje w Wojskowym Instytucie Medycznym w Warszawie; Bartosz jest doktorem nauk medycznych, ginekologiem-położnikiem, pracuje w Instytucie Centrum Zdrowia Matki Polki w Łodzi.

## Nagrody i odznaczenia
Odznaczony m.in.: Polonia Restituta (Krzyżem Kawalerskim, Krzyżem Oficerskim i Krzyżem Komandorski Orderu Odrodzenia Polski), Złotym Krzyżem Zasługi i Medalem Komisji Edukacji Narodowej.